# Monaster Antyma
Monaster Antyma – prawosławny męski klasztor w Bukareszcie, w jurysdykcji archieparchii Bukaresztu Rumuńskiego Kościoła Prawosławnego.

## Historia
Inicjatorem budowy klasztoru był metropolita Wołoszczyzny Antym. Na miejscu, gdzie postanowił on wznieść monaster, znajdowała się niewielka drewniana cerkiew św. Mikołaja. Antym wskazał jako patronów wspólnoty Wszystkich Świętych. Wykonał również plan głównej świątyni monasterskiej i osobiście pracował przy rzeźbieniu ikonostasu. Budowa cerkwi na potrzeby mnichów trwała od 1715 do roku następnego. W latach 1746–1747 monaster był remontowany.
Obiekt sakralny wzniesiono w stylu brynkowiańskim. W 1797 w monasterze umieszczono szkołę przygotowującą do święceń kapłańskich. W tym samym roku hospodar Wołoszczyzny Aleksander VII uczynił klasztor jedną z posiadłości biskupów Argeș. Piętnaście lat później przebudowane zostały wieże klasztorne i wymieniono dzwony.
W 1820, z inicjatywy biskupa Argeș Hilariona, rozpoczęto kolejny remont monasteru. Trwał on do 1863 i został ukończony przez biskupa Argeș Klemensa W latach 1836–1840 przy klasztorze działało seminarium duchowne kształcące duchownych dla metropolii Wołoszczyzny, zaś od 1840 do 1864 – archiwum państwowe. Dwadzieścia lat później monaster Antyma został przebudowany; pierwotną postać zachowała jedynie kaplica oraz budynek mieszkalny z celami dla mnichów i drukarnią założoną przez metropolitę Antyma. W latach 1860–1863 dekorację malarską w głównym soborze wykonał Petre Alexandrescu. W tym samym okresie na fasadzie wykonano rozetę. W latach 1865–1867 monaster był ponownie remontowany, ponieważ wylew Dymbowicy podmył jego fundamenty.
W latach 1910–1912 na terenie klasztoru zbudowany został pałac Świętego Synodu. W latach 1945–1950 przy monasterze działała nieformalna grupa modlitewna utworzona przez mnichów i ludzi świeckich „Krzew Gorejący”. Jej działalność zakończyła się aresztowaniem jej członków. W 1950 monaster Antyma został jedną z oficjalnych rezydencji patriarchy rumuńskiego. Z inicjatywy patriarchy Justyniana przeprowadzono jego generalną renowację, a do głównej cerkwi wstawiono nowy ikonostas. W latach 1984–1986 władze komunistycznej Rumunii wymusiły przesunięcie jednego z budynków monasterskich, biblioteki patriarchalnej, o czternaście metrów, w związku z wytyczaniem nowej ulicy i budową bloków mieszkalnych.
Na początku XXI w. w monasterze Antyma żyło piętnastu mnichów. Przy klasztorze działa również muzeum sztuki sakralnej oraz wystawa poświęcona twórcy klasztoru.